# (1974) Caupolican
(1974) Caupolican (aussi nommé 1968 OE) est un astéroïde de la ceinture principale, découvert le 18 juillet 1968 par Carlos Torres et S. Cofré à la station astronomique du Cerro El Roble, au Chili.
Il a été nommé en hommage à Caupolicán, chef mapuche.